# Georgi Ruszev (játékvezető)
Georgi Ruszev (bolgárul: Георги Русев; 1924. május 13. – 2009. január 17.) bolgár nemzetközi labdarúgó-játékvezető.

## Pályafutása

### Nemzetközi játékvezetés
A Bolgár labdarúgó-szövetség Játékvezető Bizottsága (JB) terjesztette fel nemzetközi játékvezetőnek, a Nemzetközi Labdarúgó-szövetség (FIFA) bíróinak keretébe. Több nemzetek közötti válogatott és klubmérkőzést vezetett vagy partbíróként tevékenykedett. A bolgár nemzetközi játékvezetők rangsorában, a világbajnokság-Európa-bajnokság sorrendjében többedmagával a 12. helyet foglalja el 2 találkozó szolgálatával.

#### Világbajnokság
A labdarúgó-világbajnoki döntőhöz vezető úton Mexikóba a IX., az 1970-es labdarúgó-világbajnokságra a FIFA JB bírói szolgálat ellátásával bízta meg. 
| Időpont           | Helyszín             | Mérkőzés típusa           | Mérkőzés        | Eredmény | Nézők száma |
| ----------------- | -------------------- | ------------------------- | --------------- | -------- | ----------- |
| 1969. április 19. | GSP Stadion, Nicosia | előselejtező (7. csoport) | Ciprus–Ausztria | 1 : 2    | 5 247       |

#### Európa-bajnokság
Az európai-labdarúgó torna döntőjéhez vezető úton Belgiumba a IV., az 1972-es labdarúgó-Európa-bajnokságra az UEFA JB játékvezetőként foglalkoztatta.
| Időpont            | Helyszín              | Mérkőzés típusa           | Mérkőzés    | Eredmény | Nézők száma |
| ------------------ | --------------------- | ------------------------- | ----------- | -------- | ----------- |
| 1970. december 20. | Empire Stadion, Gżira | előselejtező (3. csoport) | Málta–Svájc | 1 : 2    | 4 739       |

## Sportvezetőként
Aktív pályafutását befejezve a Bolgár Labdarúgó-szövetség JB nemzetközi és nemzeti ellenőre, instruktora lett.